# 喬治·赫比格
喬治·霍華德·赫比格（英語：George Howard Herbig，1920年1月2日—2013年10月12日），美国天文学家，任職於夏威夷大學天文研究所。以發現赫比格-哈羅天體而聞名。

## 生平
赫比格在洛杉磯加利福尼亞大學獲得學士學位，接著在柏克萊加州大學以論文 A Study of Variable Stars in Nebulosity 獲得博士學位。1948年他進入利克天文台工作。1988年前往夏威夷大學任職。

## 研究
他的研究專注於恆星演化中的早期恆星（一類中等質量的主序前星就以其名字命名為赫比格Ae/Be星）和星际物质。他最有名的就是和墨西哥天文學家吉列爾莫·哈羅（Guillermo Haro）各自發現赫比格-哈羅天體；這是即將形成的新恆星從兩極噴出氣體，和周圍物質相碰撞發出亮光。赫比格在彌漫星際帶的研究也有突出貢獻，尤其是一系列出版於1963到1965年標題為 "The diffuse interstellar bands." 的九篇論文。

## 奖项和榮譽

### 獎項
- 1955年美國天文學會海伦·B·华纳天文学奖[3]。
- 馬克斯·普朗克天文研究所外籍科學院士
- 1975年亨利·諾利斯·羅素講座[4]
- 1969年列日大学獎章
- 1980年太平洋天文學會布魯斯獎[2]
- 1995年加拿大天文學會（英语：Canadian Astronomical Society） Petrie Prize and Lectureship

### 命名事物
- 小行星11754
- 赫比格-阿罗天体
- 赫比格Ae/Be星

## 代表性著作
- "High-Resolution Spectroscopy of FU Orionis Stars", ApJ 595 (2003) 384–411
- "The Young Cluster IC 5146", AJ 123 (2002) 304–327
- "Barnard's Merope Nebula Revisited: New Observational Results", AJ 121 (2001) 3138–3148
- "The Diffuse Interstellar Bands", Annu. Rev. Astrophys. 33 (1995) 19–73
- "The Unusual Pre-Main-Sequence star VY Tauri", ApJ 360 (1990) 639–649（页面存档备份，存于）
- "The Structure and Spectrum of R Monocerotis", ApJ 152 (1968) 439（页面存档备份，存于）
- "The Spectra of Two Nebulous Objects Near NGC 1999", ApJ 113 (1951) 697（页面存档备份，存于）

## 外部連結
- 赫比格在夏威夷大學網頁